# ليزا داونينج
ليزا داونينج (بالإنجليزية: Lisa Downing)‏ هي ناقدة أدبية بريطانية، ولدت في 24 أغسطس 1974.